# Aerangis
Aerangis (Aërangis) – rodzaj roślin z rodziny storczykowatych (Orchidaceae). Obejmuje około 60 gatunków i 3 hybryd występujących w Afryce równikowej i południowej, z pojedynczymi przedstawicielami we florze Cejlonu i Madagaskaru. Niektóre gatunki wyróżniają się wyjątkowo długą ostrogą (np. A. ellisii). Wiele gatunków jest uprawianych. Kwiaty o płatkach woskowanych. Rośliny epifityczne o monopodialnym typie wzrostu.

## Systematyka

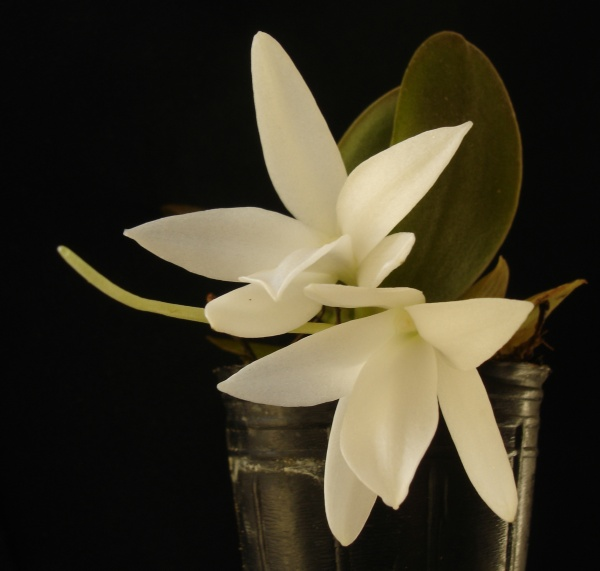
Kwiaty A. fastuosa

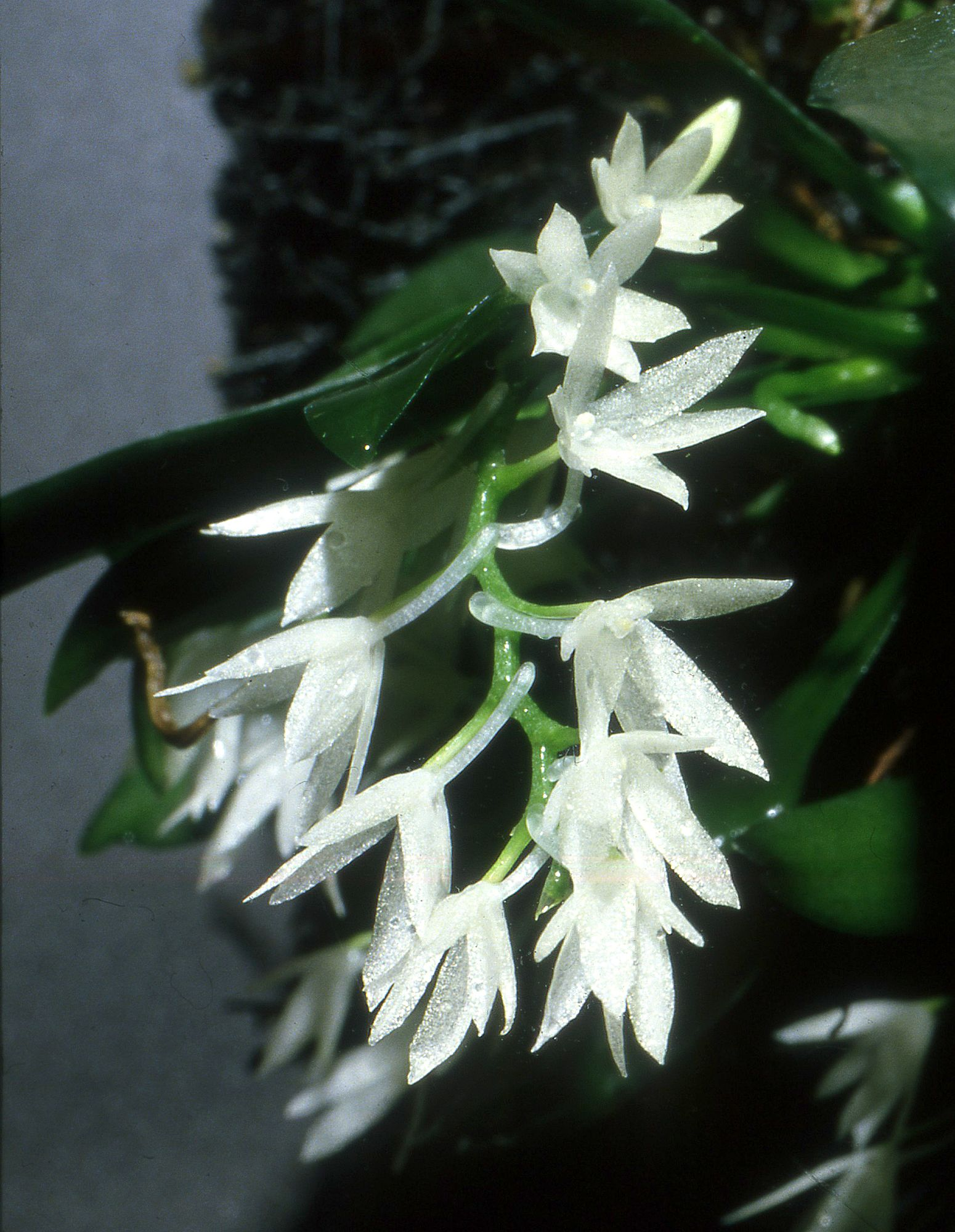
Kwiaty A. hyaloides

Pozycja według APweb (aktualizowany system APG IV z 2016)
Rodzaj sklasyfikowany do podplemienia Angraecinae w plemieniu Vandeae, podrodzina epidendronowe (‘’ Epidendroideae’’), rodzina storczykowate (Orchidaceae), rząd szparagowce (Asparagales) w obrębie roślin jednoliściennych.
Wykaz gatunków
- Aerangis alcicornis (Rchb.f.) Garay
- Aerangis appendiculata (De Wild.) Schltr.
- Aerangis arachnopus (Rchb.f.) Schltr.
- Aerangis articulata (Rchb.f.) Schltr.
- Aerangis biloba (Lindl.) Schltr.
- Aerangis bouarensis Chiron
- Aerangis boutonii (Rchb.f.) P.J.Cribb & Carlsward
- Aerangis bovicornu Hermans
- Aerangis brachycarpa (A.Rich.) T.Durand & Schinz
- Aerangis calantha (Schltr.) Schltr.
- Aerangis carnea J.Stewart
- Aerangis citrata (Thouars) Schltr.
- Aerangis collum-cygni Summerh.
- Aerangis concavipetala H.Perrier
- Aerangis confusa J.Stewart
- Aerangis coriacea Summerh.
- Aerangis coursiana (H.Perrier) P.J.Cribb & Carlsward
- Aerangis cryptodon (Rchb.f.) Schltr.
- Aerangis decaryana H.Perrier
- Aerangis distincta J.Stewart & la Croix
- Aerangis divitiflora (Schltr.) P.J.Cribb & Carlsward
- Aerangis ellisii (B.S.Williams) Schltr.
- Aerangis fastuosa (Rchb.f.) Schltr.
- Aerangis flexuosa (Ridl.) Schltr.
- Aerangis fuscata (Rchb.f.) Schltr.
- Aerangis gracillima (Kraenzl.) J.C.Arends & J.Stewart
- Aerangis gravenreuthii (Kraenzl.) Schltr.
- Aerangis hariotiana (Kraenzl.) P.J.Cribb & Carlsward
- Aerangis hildebrandtii (Rchb.f.) P.J.Cribb & Carlsward
- Aerangis hologlottis (Schltr.) Schltr.
- Aerangis humblotii (Rchb.f.) P.J.Cribb & Carlsward
- Aerangis hyaloides (Rchb.f.) Schltr.
- Aerangis jacksonii J.Stewart
- Aerangis kirkii (Rchb.f.) Schltr.
- Aerangis kotschyana (Rchb.f.) Schltr.
- Aerangis lacroixiae J.M.H.Shaw
- Aerangis luteoalba (Kraenzl.) Schltr.
- Aerangis macrocentra (Schltr.) Schltr.
- Aerangis maireae la Croix & J.Stewart
- Aerangis megaphylla Summerh.
- Aerangis modesta (Hook.f.) Schltr.
- Aerangis monantha Schltr.
- Aerangis montana J.Stewart
- Aerangis mooreana (Rolfe ex Sander) P.J.Cribb & J.Stewart
- Aerangis mystacidii (Rchb.f.) Schltr.
- Aerangis oligantha Schltr.
- Aerangis pallidiflora H.Perrier
- Aerangis pulchella (Schltr.) Schltr.
- Aerangis punctata J.Stewart
- Aerangis rostellaris (Rchb.f.) H.Perrier
- Aerangis seegeri Senghas
- Aerangis somalensis (Schltr.) Schltr.
- Aerangis spiculata (Finet) Senghas
- Aerangis splendida J.Stewart & la Croix
- Aerangis stelligera Summerh.
- Aerangis stylosa (Rolfe) Schltr.
- Aerangis thomsonii (Rolfe) Schltr.
- Aerangis ugandensis Summerh.
- Aerangis verdickii (De Wild.) Schltr.

Wykaz hybryd
- Aerangis × chirioana Bellone & Chiron
- Aerangis × isobyliae J.M.H.Shaw
- Aerangis × primulina (Rolfe) H.Perrier